# Кастелново дел Фриули
Кастелно̀во дел Фриу̀ли (на италиански: Castelnovo del Friuli; на фриулски: Cjastelgnûf, Частелнюф) е община в Северна Италия, провинция Порденоне, автономен регион Фриули-Венеция Джулия. Разположена е на 244 m надморска височина. Населението на общината е 942 души (към 2010 г.).
Административен център на общината е село Палудеа (Paludea). В 1976 г. селата в общинската територия са повредени от силни земетресения.